# 岩石岭水库
岩石岭水库是中国浙江省杭州市富阳区境内的一座水库，位于钱塘江水系葛溪上，建于1978年。水库正常库容为1495万立方米，集雨面积为329平方千米，海拔为540米。